# Thomas Tuchel
Thomas Tuchel (født 29. august 1973) er en tidligere tysk fodboldspiller, og cheftræner for England og forhenværende cheftræner for Paris Saint-Germain F.C., Borussia Dortmund, Mainz 05, FC Augsburg ll,Chelsea F.C og FC Bayern München.

## Spillerkarriere
Tuchel var forsvarsspiller og startede sin ungdomskarriere hos tyske TSV Krumbach, før han i 1988 skiftede til Chelseas ungdomshold, hvor han var i fire år.
Hans professionelle debut fik han hos Stuttgarter Kickers, som han spillede 8 kampe med 1 mål til følge, mellem 1992-1994.
I 1994 skiftede han efter to skuffende sæsoner til SSV Ulm, som spillede i Regionalliga Syd. Her var han fra 1994-1998, hvor han scorede 2 mål i 69 kampe. En knæskade tvang ham efterfølgende til at stoppe karrieren.

## Trænerkarriere

### Tidligere karriere
I 2000 blev Tuchel ansat som cheftræner for Bundesliga klubben VFB Stuttgarts, u-19-hold. Et job han besad i 5 sæsoner.
I 2005 vendte han så tilbage til barndomsklubben FC Augsburg, hvor han fik en stilling i klubbens ungdomsafdeling, indtil han i 2007/2008 sæsonen blev forfremmet til træner for FC Augsburg ll.

### FSV Mainz 05
Den 3. august 2009 annoncerede Mainz 05 at de havde ansat Tuchel som deres nye cheftræner. Han fik en 2-årig kontrakt. De kommende 2 sæsoner endte Mainz som henholdsvis nr. 7 og 5 i bundesligaen, og hans kontrakt blev derefter forlænget med yderligere 3 år. Da kontrakten udløb i 2014 ønskede Tuchel ikke at forlænge kontrakten på trods af gode resultater og et ønske fra klubben om at forlænge. 5 sæsoner i Mainz, gav ham 72 sejre, 46 uafgjorte og 64 nederlag.

### Borussia Dortmund
Thomas Tuchel skiftede i 2015/2016 sæsonen til Borussia Dortmund, hvor han afløste Jurgen Klopp.
Thomas Tuchel blev i 2017 fyret som Dortmund-træner. 

### Paris Saint Germain
Han skiftede i maj 2018 til Paris Saint-Germain F.C., som afløser til Unai Emery. Han formåede på kort tid at nå til den første Champions League finale nogensinde med holdet i 2020, dog med et ærgerligt resultat i finalen. Han blev fyret i julen 2020, da han havde været inde i en dårlig periode, og der ikke længere var ønske om et samarbejde. 

### Chelsea
Kort efter fyringen i PSG, erstattede han den tidligere klublegende Frank Lampard som cheftræner i Chelsea F.C.. Han formåede på kort tid at vende Chelseas situation rundt, og førte holdet til sejr i Champions League finalen i 2021. Dagen efter et 1-0 nederlag til GNK Dinamo Zagreb i første runde af Champions League gruppespillet, meddelte klubbens ledelse, at de havde fyret Thomas Tuchel.

### FC Bayern München
Den 24. marts 2023 offentliggjorde FC Bayern München, at deres daværende cheftræner Julian Nagelsmann var blevet afskediget og erstattet med Thomas Tuchel.